# 동아라비아

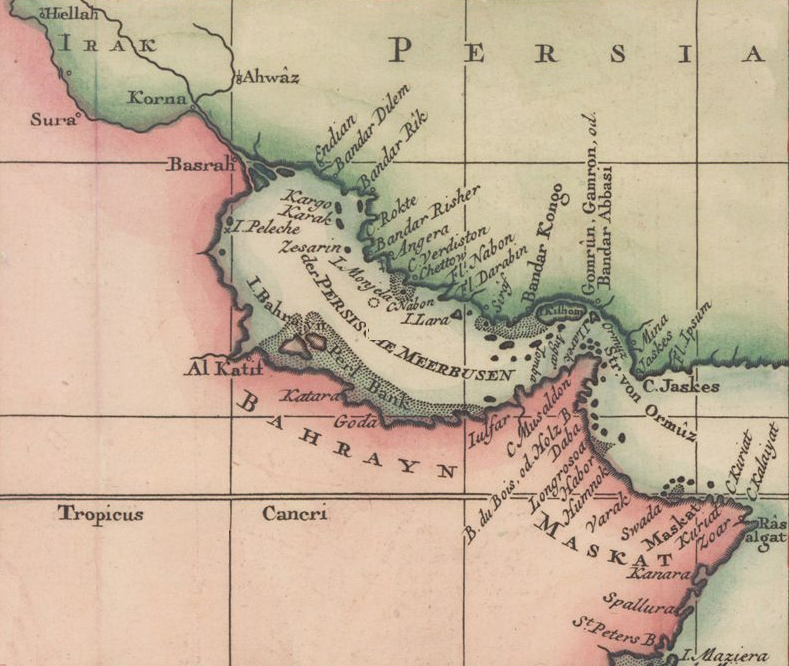
자크니콜라 베랭의 세계지도 독일어판의 동아라비아 부분. 바레인섬이 아닌 동아라비아 본토에 “Bahrayn”이라고 쓰여 있다.

동아라비아(Eastern Arabia)는 바스라에서 페르시아만을 따라 하사브에 이르는 지역이다. 페르시아만의 남쪽 연안이라고 할 수 있다. 현지어인 아랍어로는 바레인(아랍어: إقليم البحرين)이라고 하며, 옛날에는 대외적으로도 이 이름으로 불리었다. 바레인 왕국의 국명도 이 지명에서 비롯되었다. 이 지역의 원주민은 시아파를 믿는 바레인인이다.
굉장히 최근까지도 동아라비아 지역은 주민들이 자유롭게 오가고 통혼하며 섞여 살던 곳이었다. 이 일대에 오늘날과 같은 국경이 확정된 것은 현대에 와서의 일이다. 동아라비아의 민족들은 해양문화를 공유했으며, 조선술이 뛰어났다.
바레인, 쿠웨이트, 오만, 카타르, 아랍에미리트가 오늘날의 동아라비아 지역을 점유한 국가들이며, 이들을 속칭 걸프 아랍왕국이라고 한다. 사우디아라비아도 동아라비아에 영토를 가지고 있지만, 사우디아라비아령 동아라비아는 카티프와 알아흐사의 정도를 제외하면 주민이 거의 없다.

## 같이 보기
- 아라비스탄